# Anton Dörfler
Anton Dörfler (* 2. August 1890 in München; † 12. März 1981 in Seeshaupt) war ein deutscher Schriftsteller und Heimatdichter.

## Leben
Anton Dörfler wurde am 2. August 1890 in München geboren. Seine Vorfahren väterlicherseits waren Bauern aus Oberfranken, die seiner Mutter Handwerker aus der Oberpfalz. Neun Jahre später verzog er mit seinen Eltern nach Würzburg, wo er eine sorglose Jugend verbrachte. Bereits im Alter von 16 Jahren begann er erste schriftstellerische Versuche mit Märchen, Romanen und Theaterstücken.
Dörfler übte verschiedene Berufe aus. So war er mit 18 Jahren als Lehrer in Oberleinach, Gerbrunn, Rudolstadt in Thüringen, dem Würzburger Institut Adam, in Heustreu, Schweinfurt, Nürnberg und Seeshaupt am Starnberger See tätig. Später arbeitete er als Schauspieler, Theaterkritiker und Schriftleiter der Stuttgarter Zeitschrift „Die Lese“. Vor allem aber war er immer wieder freier Schriftsteller in Berlin, Hamburg, mehreren kleinen Orten in Württemberg und Stuttgart.
Am Ersten Weltkrieg nahm er von Beginn an im Würzburger 9. Infanterieregiment („Neuner“) im Verband der 4. Bayer. Infanteriedivision teil.
Schon 1918 veröffentlichte er in Leipzig die Deutschen Geschichten aus drei Welten. Großen Erfolg erzielte er 1921 mit dem ebenfalls in Leipzig erschienenen Buch Wunder und Feste der Schule zu Wunnentor. Einem größeren Publikum wurde er 1935 mit dem Handwerkerroman Der tausendjährige Krug bekannt, der in Jena erschien und für den er im selben Jahr vom Amtsleiter der NS-Kulturgemeinde Walter Seng den nationalsozialistisch umgedeuteten und von der NSDAP vergebenen Wilhelm-Raabe-Preis erhielt. Dichterlesungen führten ihn durch ganz Deutschland und auch nach Frankreich, Belgien, Holland, Ungarn und Rumänien. 1941 ließ er sich in Seeshaupt am Starnberger See nieder.
In der Zeit des Nationalsozialismus veröffentlichte er eine Reihe von Büchern, die den Wert der Heimat betonten und die Darstellung vornehmlich konservativer Tugenden wie Demut, Geduld und Frömmigkeit zum Inhalt hatten. Darunter waren unpolitische Werke, aber auch solche, deren Vertrieb in der Nachkriegszeit aufgrund des Gehalts von nationalsozialistischem Gedankengut in Österreich eingeschränkt war. Wie andere Autoren lieferte Dörfler auch einen Beitrag für den anlässlich des fünfzigsten Geburtstags entstandenen Lyrikband Dem Führer. Gedichte für Adolf Hitler. In der letzten Strophe des mit Gruß der Stillen überschriebenen Poems, in dem er Hitler anredet, thematisiert er den Hitlergruß, der heißen Segens voll sei:

„Im Glockenschwunge deiner Tat erbeben
auch scheuer Herzen Gründe ahndevoll.
Und wenn die Stillen dir die Grußhand heben,
ist sie nicht minder heißen Segens voll.“

Nach dem Krieg konnte Dörfler nicht an seine Erfolge anschließen und geriet zunehmend in Vergessenheit. Am 12. März 1981 starb er in Seeshaupt.
Sein Sohn Walter Dörfler (1922–2000) wurde einer der wichtigsten deutschen Szenen- und Bühnenbildner der 1960er bis 1980er Jahre, sein Enkel Ferdinand Dörfler arbeitet als Schauspieler.

## Werke (Auswahl)
- Deutsche Geschichten aus drei Welten, Leipzig 1918
- Erdlieb, eine Legende, Leipzig 1920
- Wunder und Fest der Schule zu Wunnentor. Pädagogische Idyllen, Leipzig 1920
- Heinz, ein Roman für Kinder, Leipzig 1921
- Der Weg aus der Brunnenstube, Roman, Berlin 1925
- Gedichte, Nürnberg 1925
- Der tausendjährige Krug, Roman, Jena 1935
- Der Ruf aus dem Garten, Erzählung, Jena 1936
- Die ewige Brücke, Roman, Jena 1937
- Sieben Spiegel der Liebe, Erzählungen, Jena 1938
- Wendelin, Roman, Jena 1939
- Würzburg die sonntägliche Stadt, Bildband, Bayreuth 1940
- Straße, Wall und Waffe. 1941 als Band 16 in: Schriftenreihe der Presseabteilung des Reichsministers Dr. Todt
- Die schöne Würzburgerin, Roman, Braunschweig 1941
- Regine Amthor, Roman, Düsseldorf 1941
- Musik in heller Nacht, Erzählungen, Berlin 1942
- Das Rosenwunder, Leipzig/Karlsbad 1943
- Rast und Gnade, Gedichte, Braunschweig 1947
- Niemandsland der Ehe, Roman, Düsseldorf 1949
- Stunde der frühen Sterne, Erzählungen, Düsseldorf 1949
- Geheimnis der Myrte, Roman, Freiburg i.Br. 1949
- Geliebtes Würzburg, Feldafing 1961
- Geduld im Leben, Würzburg 1963
- Jugend nach der Sonnenuhr. Heitere Erinnerungen, Volkach 1969
- Gedichte und lyrische Szenen, Feldafing 1976